# Oxymastinocerus bridarollii
Oxymastinocerus bridarollii är en skalbaggsart som beskrevs av Wittmer 1963. Oxymastinocerus bridarollii ingår i släktet Oxymastinocerus och familjen Phengodidae. Inga underarter finns listade i Catalogue of Life.